# Саингило
Саингило (груз. საინგილო; в прошлом — Эрети груз. ჰერეთი) — историческая область на севере современной Азербайджанской Республики.

## География
Включает в себя современные Загатальский, Балакенский и Гахский районы Азербайджана. Граничит с северо-востоком грузинского региона Кахетия и Республикой Дагестан (субъект РФ).
Большая часть этнических грузин Азербайджана живут в этом регионе и большинство из них сохранили грузинский язык. В регионе функционирует шесть грузинских школ и шесть грузинских секторов в азербайджанских школах.

## История
В более ранний период Саингило, занимая место в северо-восточной части грузинской провинции Эрети, входила в состав Кавказской Албании и была населена грузинами и другими племенами.
Из-за геостратегического положения Саингило (Эрети) в окружении Кавказских гор и равнин, регион становился объектом споров между несколькими внешними силами, среди которых были Персия, Османская империя и Российская империя. Как территория восточной Грузии, Эрети на протяжении семи веков, с XI по XVII век, была частью грузинских государственных образований и в конце концов Картли-Кахетинского царства. Подчинение Эрети дагестанскими правителями ознаменовало процесс отделения региона от Грузии в XVII—XVIII веках и вместе с этим исламизации большинства местных грузин. В XVIII—XIX веках грузинские источники уже называют регион «Саингило», а не «Эрети».
После распада Российской империи, на территорию Саингило, соответствовавшей тогдашнему Закатальскому округу, претендовали как Грузинская демократическая республика, так и Азербайджанская Демократическая Республика. 26 июня 1918 года Национальный Совет Закатальского округа, «учитывая, что по культурно-экономическим, бытовым и религиозным условиям, по роду занятий, промышленности и языку Закатальский округ и Азербайджан являются однородными элементами и, что сношения и товарообмен с крупными торгово-промышленными центрами Закатальского округа возможен только через Азербайджан, и находя, что присоединение к Азербайджанской Республике является наиболее отвечающим целям и интересам Закатальского округа», единогласно постановил присоединить Закатальский округ к Азербайджану. Округ был преобразован в губернию, а губернатором был назначен Алияр-бек Гашимбеков. В дальнейшем данная территория была представлена в азербайджанском парламенте тремя депутатами.
7 мая 1920 года, спустя несколько дней после советизации Азербайджана, Советская Россия заключила с Грузией Московский договор, в котором признавала бывший Закатальский округ территорией Грузии в обмен на отказ грузинского правительства чинить препятствия в деятельности Коммунистической партии Грузии. Тем не менее, в июне 1920 года на встрече с Сергеем Кировым заместитель министра иностранных дел Грузии заявил, что территория округа всё ещё контролируется азербайджанскими советскими войсками. В начале марта 1922 года Закавказское Бюро ЦК ВКП(б) окончательно признало принадлежность бывшего Закатальского округа Азербайджану.

### Комментарии
1. ↑  Также Херети.